# Jörg Kukies

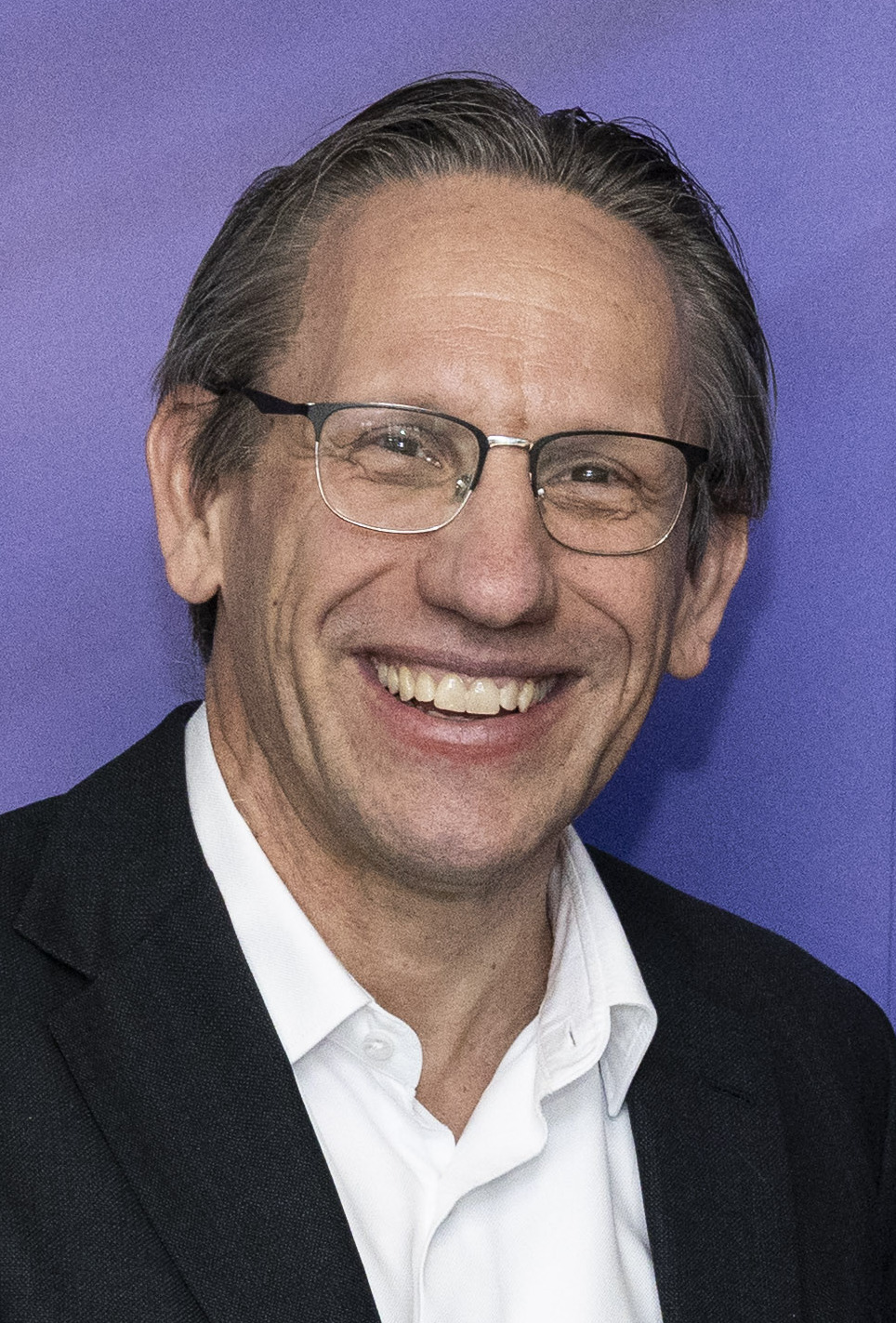
Jörg Kukies (2025)

Jörg Kukies (* 21. Februar 1968 in Mainz) ist ein deutscher Politiker (SPD) und ehemaliger Bankmanager. Von 2024 bis 2025 war er Bundesminister der Finanzen im Kabinett Scholz. Zuvor war er von 2018 bis 2021 Staatssekretär im Bundesministerium der Finanzen und von 2021 bis 2024 Staatssekretär im Bundeskanzleramt.
Er zählte zu den wichtigsten Beratern von Bundeskanzler Olaf Scholz.

## Leben

### Ausbildung und Persönliches
Kukies’ Vater arbeitete als Elektroingenieur für IBM unter anderem in den USA, wodurch Jörg Kukies zeitweise im kalifornischen San José aufwuchs. Das Abitur legte Kukies im Jahr 1988 am Gutenberg-Gymnasium in Mainz ab. Von 1990 bis 1994 studierte er Wirtschaftswissenschaften an der Johannes Gutenberg-Universität Mainz und an der Université Paris 1 Panthéon-Sorbonne und erlangte dort ein Maîtrise-Diplom. Anschließend absolvierte er durch ein McCloy-Stipendium von 1995 bis 1997 ein postgraduales Studium in Public Policy an der Harvard Kennedy School mit Abschluss Master of Public Administration. Von 1997 bis 2001 promovierte er zum Ph.D. in Finanzwesen an der University of Chicago Graduate School of Business mit den Arbeiten The effects of introducing a new stock exchange on the IPO process and venture capital financing und Stock Markets for High-Technology Firms and Venture Capital Financing: Evidence from Europe.
Kukies ist mit einer Psychologin verheiratet und hat eine Tochter. Er ist Anhänger des 1. FSV Mainz 05 und läuft Marathon. Neben seiner beruflichen Tätigkeit engagiert Kukies sich nach eigenen Angaben für Projekte zur Integration von Migranten und Flüchtlingen in Deutschland.

### Goldman-Sachs-Manager
Seit dem Jahr 2000 arbeitete er für Goldman Sachs in London, von 2004 bis 2011 in der Zweigniederlassung Frankfurt am Main. Er verantwortete dort die Bereiche Fixed Income, Equities und Structured Products, zuletzt als Stellvertreter des Leiters Philip Holzer im Aktiengeschäft. Im Jahr 2006 wurde er zum Managing Director ernannt, 2010 zum Partner. Ab 2011 war er wieder in London als Leiter des Geschäftsbereichs EMEA Equity Derivative Sales. Nachdem er schon 2010 zum Partner bei Goldman Sachs aufgestiegen war, übernahm er von Philip Holzer die Leitung des Deutschland-Geschäfts mit Aktien, festverzinslichen Wertpapieren und Derivaten. Ende desselben Jahres erhielt Kukies zusammen mit Wolfgang Fink den Co-Vorsitz von Goldman Sachs Deutschland und Österreich in der Nachfolge von Alexander Dibelius übertragen.

### Politik
Kukies ist SPD-Mitglied. Parallel zu seinem Studium war er Anfang der 1990er Jahre Vorsitzender des Landesverbandes Rheinland-Pfalz der Jusos als Vorgänger von Andrea Nahles.
Im Jahr 2018 holte ihn der Bundesfinanzminister im Kabinett Merkel IV, Olaf Scholz, als einen von drei neuen beamteten Staatssekretären in sein Ministerium, wo Kukies für die Themen Europa und Finanzmarkt zuständig war. Aus den Reihen der Oppositionsparteien Grüne und Linke sowie von der Initiative Lobbycontrol kam Kritik an dieser Berufung. Laut einem Spiegel-Bericht wusste er vorab vom als Entwarnung gewerteten Leerverkaufsverbot der BaFin und drängte zwei Tage vor der Wirecard-Insolvenz in einem Telefonat den KfW-IPEX-Bank-Chef Klaus R. Michalak, Wirecard einen neuen Kredit zu gewähren. Vor seinem Wechsel ins Finanzministerium trennte sich Kukies von allen seinen Beteiligungen, um einen Interessenkonflikt zu vermeiden. Dabei wurde bekannt, dass er mehrfacher Millionär ist.
Mit dem Amtsantritt von Olaf Scholz als Bundeskanzler am 8. Dezember 2021 wurde Kukies beamteter Staatssekretär im Bundeskanzleramt. Dort war er der Abteilung Wirtschafts-, Finanz- und Klimapolitik sowie der Abteilung Europapolitik vorgesetzt und zudem als persönlicher Beauftragter des Bundeskanzlers deutscher Sherpa der G7- und G20-Gipfel. Kukies war Teilnehmer der Bilderberg-Konferenz 2022 in Washington, D.C.
Nach dem Bruch der Ampelkoalition wurde er am 7. November 2024 Nachfolger von Christian Lindner (FDP) im Amt des Bundesministers der Finanzen im Kabinett Scholz. Mit der Bildung des Kabinetts Merz am 6. Mai 2025 schied er aus dem Amt aus.

### Weitere Funktionen (Stand 2020)
- Vorsitzender des Verwaltungsrats der KfW-Bankengruppe
- Direktor, stellvertretender Gouverneur European Stability Mechanism IFI, Luxemburg
- Direktor European Financial Stability Facility, Luxemburg
- Vorsitzender des Lenkungsausschusses, Gremium der Bundesanstalt für Finanzmarktstabilisierung
- stellvertretender Gouverneur Europäische Bank für Wiederaufbau und Entwicklung IFI, London

(Quelle:)